# Chiara Civello
Chiara Civello (Roma, 15 de junio de 1975) es una cantante, compositora y pianista italiana.

## Biografía y Carrera

### Infancia y primeros estudios
Nació en Roma de madre psicoanalista (de Apulia) y padre médico (de Sicilia). Se formó en un contexto familiar con sensibilidad por el arte. Con  solo 3 años es iniciada en la música animada por su abuela Bianca. Sin saber solfeo, comienza a tocar el piano, por lo que experimenta y va descubriendo la relación entre las notas. A los 13 años asistió a la Saint Louis College of Music de Roma, donde conoció a su primera maestra Edda Dell'Orso, el brazo derecho de Ennio Morricone, para seguir con la profesora Cinzia Spata, quien la instó a participar en sesiones de la Umbria Jazz para los alumnos de la escuela. Con canción What Are You Doing The Rest Of Your Life, de Michel Legrand, obtuvo una beca para el Berklee College of Music de Boston. Mientras tanto, comienza a moverse en el campo musical, incluso dentro de Italia, tocando para la Mario Raya Big Band; aquí colabora con varios artistas, como Stefano Di Battista, Roberto Gatto y Danilo Rea.

### Inicios y los primeros discos
En 1994, ya en la Berklee College of Music de Boston, conoce a Antonia Bennett, su compañera de cuarto e hija del más conocido Tony Bennett, quien la invita a grabar una versión de Estate de Bruno Martino, y forma una banda de jazz con Alain Mallet, John Lockwood y Jamey Haddad. Tras graduarse, emigra a Nueva York. En 2002 grabó algunas canciones para el álbum October Road de James Taylor. Gracias a su banda de jazz que tocó con Paul Simon, conoce al productor musical Russ Titelman que, en 2005, produce Last Quarter Moon, convirtiéndose así en la primera artista italiana de la historia en grabar para Verve Records; el álbum alcanza el puesto 46 en el Billboard  y subiendo en las listas italianas y japonesas, con más de 32.000 copias vendidas.[8][9] calificando como "Top álbum de jazz". En este período escribe la canción Trouble junto a Burt Bacharach, el décimo tema del álbum debut de Chiara.
En 2006 regresó a Italia, para actuar en el Festival de Jazz de Roma con Michael Bublé y Laura Pausini. En 2007, Steve Addabbo produjo su segundo álbum The Space Between para Emarcy. También en 2007, trabaja con el cantante Juan Luis Guerra, con quien canta a dúo el tema Algo Bueno, contenido en La Llave de Mi Corazón, disco que ganó cinco Premios Grammy Latinos.
En 2008 participa en el Umbria Jazz [15] y escribe junto a Pino Daniele el tema L'Ironia di Sempre, contenido en el álbum Ricomincio da 30, para participar el 8 de julio en el concierto triunfal en Piazza Plebiscito, de los treinta años ininterrumpidos de carrera musical de Danile. Colabora también con Nicola Conte, participando como cantante en el álbum Rituals, en los temas Karma Flower y Paper Clouds.

### El viaje a Brasil y el álbum7752
Al año siguiente partió para Brasil, donde la esperaba Daniel Jobim. En Río de Janeiro, actúa en un sarao (reunión musical) con la canción Isola, escrita en 2007 con Rocco Papaleo, y es aquí donde se encuentra con artistas como Ana Carolina, Dudu Falcão y Totonho Villeroy.
En 2010 lanza el disco 7752 producido por Andrés Levin, en el que colabora con Ana Carolina en el tema Resta; el tema se convertirá luego en la banda sonora de la telenovela brasileña Passione, producida por la Rede Globo. El álbum será reeditado al año siguiente también en una edición de lujo, precedido por el sencillo Tre, escrito por Chiara Civello junto con Rocco Papaleo. Chiara Civello escribió con Dudu Falcao, Simplesmente Aconteceu (banda sonora de la telenovela brasileña Guerra dos sexos) [20], 8 estorias, 10 minutos y Traiçao, que, además de la ya mencionada Resta, se incluirán en el disco de Ana Carolina, N9ve. Luego compone para Paola Turci la canción Cuore distratto, contenida en el álbum Giorni di rose y participa como cantante en Lacrime di coccodrillo, sencillo grabado por Joe Barbieri.
El 1 de mayo de 2011 actúa con Fabrizio Bosso, en el Concierto del Primero de Mayo en Roma. También en 2011, contribuyó a la creación del álbum Due, de Mario Biondi, cantando con este último el tema All I Really Want.

### 2012 - 2021
En 2012 participó en el Festival de Sanremo, sin clasificarse, en la categoría Big con la canción Al posto del mondo, que anticipa la salida del disco homónimo. En la velada dedicada a duetos con artistas internacionales, aparece en el escenario con el rapero jamaicano Shaggy, cantando You Don't Have to Say You Love Me (canción original: Io che non vivo (senza te)). En la velada de dúos clásicos, en cambio, la acompaña al piano y la voz Francesca Michielin, ganadora de la quinta edición de X Factor (concurso televisivo de talentos).
El 17 de marzo de 2012 comienza la gira  Al posto del mondo. El 9 de julio de 2012 actuó en el Verona Arena, participando en la etapa especial Io, l'orchestra, le donne e l'amore, del Unica tour de Antonello Venditti para cantar a dúo con Antonello y Annalisa. Del disco Al posto del mondo también se extraen los singles Hey caro ragazzo e Problemi, escritos con Ana Carolina. También en 2012 participó como invitada en el festival de música, Musicultura. El 24 de diciembre de 2012 se emite en la Rai 2 la vigésima edición del tradicional Concierto de Navidad, en el que también participará Chiara Civello, a dúo con Al Jarreau.[24] También con motivo de la Navidad, publica una versión portuguesa y española de Al posto del mondo, respectivamente No lugar do mundo y En lugar do mundo.
En 2013, Chiara Civello continúa trabajando junto a Ana Carolina, con quien canta a dúo el sencillo Um Sueno Bajo El Agua, que anticipa el lanzamiento del nuevo disco de la cantante brasileña. El 20 de febrero de 2013 se lanzó Got to go, el sexto sencillo de Chiara Civello y el cuarto del álbum Al posto del mondo. En mayo de 2013, la cantante regresó a Brasil, con la gira íntegramente brasileña "Solo +". Proponer la gira "Solo +" también en Italia, donde el 21 de diciembre actúa en el Blue Note de Milán.
El 6 de mayo de 2014, se lanzó el álbum Canzoni, producido por Nicola Conte, entre Bari, Nueva York y Río de Janeiro. El álbum compuesto por 17 versiones de canciones italianas que van desde los años 60 en adelante, interpretadas en sus versiones originales por artistas como Rita Pavone, Mina, Vasco Rossi, Gino Paoli y Lucio Battisti, cuenta con la participación de invitados internacionales como Gilberto Gil, Chico Buarque, Esperanza Spalding y Ana Carolina. Las arquitecturas sonoras del disco fueron arregladas por Eumir Deodato e interpretadas por la Orquesta Sinfónica de Praga. A la realización del disco también asistieron el saxofonista sueco Magnus Lindgren, el baterista finlandés, Teppo Makynen, el bajista, Luca Alemanno, el pianista, Pietro Lussu, Gaetano Partipilo al saxo alto y el guitarrista brasileño, Guilherme Monteiro, este último presente desde el primer disco de la cantautora italiana. El 26 de abril de 2014, Chiara Civello estrenó el álbum Canzoni en el Festival de Jazz de la UNESCO en Alberobello y el 30 de abril en el Cine Teatro Showville de Bari.
El 26 de mayo de 2014, recibió el Premio Musica e Comunicazione en el Grandprix de la publicidad. A partir del 6 de julio de 2014 parte de Roma la gira nacional de verano del álbum Canzoni, que finaliza el 20 de septiembre en Benevento. Desde septiembre de 2014, Chiara Civello trabaja junto a Gigi Marzullo y Manuela Moreno en la conducción del programa de televisión Rai Uno Settenote. El 3 de octubre, en Sanremo, participa como invitada especial en la segunda velada del Premio Tenco. Es una de los muchos artistas nominados en la categoría "Intérpretes de canciones ajenas", que compite con su último álbum Canzoni.
El 3 de noviembre publicó en el sitio web Vevo, los videos oficiales de los temas "Io che non vivo senza te" y "Io che amo solo te", donde hace duetos respectivamente con Gilberto Gil y Chico Buarque. Desde el 14 de noviembre, en cambio, está comprometida con la gira internacional del álbum, que recorrerá ciudades italianas y extranjeras. El 25 de noviembre de 2014, lanzó el segundo sencillo del álbum, el sencillo navideño Have yourself a merry little Christmas, versión de la canción homónima grabada en 1944 por Julie Garland para la película Meet us in Saint-Louis. El 1 de diciembre, la cantante de jazz es invitada del programa Webnotte, conducido por Gino Castaldo y Ernesto Assante y transmitido por RadioCapital TV, donde interpreta Va bene così y el sencillo navideño recién lanzado. El 7 de diciembre de 2014, el álbum Canzoni también fue lanzado en Japón, distribuido por Sony Jazz & Classics. Civello presenta el disco al mundo japonés en tres eventos en la ciudad de Tokio. En 2014 en Brasil, participa junto con muchos otros artistas (Tosca, Chico Buarque, Fabrizio Bosso, Samuele Bersani, Maria Gadu, Giovanni Ceccarelli, etc.) en la realización del álbum InventaRIO incontra Ivan Lins, para el cual se postula para los Latin Grammy Award en la categoría Melhor Album Musica Popular Brasileira.
El 9 de octubre de 2015 se lanzó el exitoso álbum Canzoni bajo el sello Sony Music también en los Estados Unidos de América. Se presentó, en el Metropolitan Museum, por deso de Bill de Blasio, alcalde de Nueva York, para celebrar la herencia italiana. A esto le siguió una gira por los Estados Unidos en las ciudades de Nueva York, Boston, Miami y Washington.
El 25 de noviembre de 2016 se publica Io, el noveno álbum de estudio del célebre cantautor calabrés, Sergio Cammariere. Chiara particip con un dueto con Sergio en la canción, con sonidos latinos clásicos, Con te o senza te, que también aparece en el videoclip oficial de la canción, publicado en el canal oficial de YouTube.
El 31 de marzo de 2017 se lanzó el álbum Eclipse, producido por Marc Collin de Nouvelle Vague y grabado en París, Nueva York y Río de Janeiro y Bari.
En el verano de 2018 participa como invitado especial, también tocando el piano, junto a la cantante caboverdiana Mayra Andrade y el acordeonista, Mestrinho, en la gira Gilberto Gil Refavela 40, con motivo del cuadragésimo aniversario del disco Refavela, grabado por Gil en 1977 tras un viaje a Nigeria, en el que por primera vez el cantante entra en contacto con el afrobeat y conoce a Fela Kuti. La gira tocó en 14 ciudades europeas, incluidos los festivales de Jazz de Arles, Montreaux, Umbria Jazz, Jazz en Vienne, Berlín y el Barbican Centre de Londres.
En Chansons: Chiara Civello Sings International French Standards, Chiara intérprete 12 clásicos de 1945 a 1975, todos escritos por compositores franceses. De Michel Legrand a Charles Aznavour pasando por Charles Trenet, Édith Piaf, Jacques Brel, Gilbert Bécaud y Francis Lai: nombres familiares para los amantes de la música francófona, pero menos para el gran público internacional; canciones que han traspasado las fronteras de su tierra natal sin que el gran público sepa que pertenecen a la historia musical francesa. Canciones que aquí pasan de la sombra a la luz. ¿Quién hubiera pensado que Feelings, The Good Life o My Way están firmadas por autores franceses? Piezas que Frank Sinatra, Julio Iglesias, Elvis Presley, Madonna, Lady Gaga, Luciano Pavarotti, Céline Dion, Dalida, Sex Pistols o Caetano Veloso han grabado y llevado al éxito internacional. El álbum Chanson fue lanzado el 19 de noviembre de 2021.

## Crítica
Los críticos siempre han apreciado el trabajo de Chiara Civello. En 2005, Billboard escribió sobre la cantautora: "la belleza, el encanto y el carisma del debut discográfico de la cantautora Chiara Civello son sin duda un comienzo prometedor y señalan la primera revelación del nuevo año para el mundo". Así también para el International Herald Tribune, que declaró: "la combinación de personalidad, profundidad y sofisticación... impresionante". El cantante estadounidense Tony Bennett llamó a la cantautora italiana "la mejor cantante de jazz de su generación".
Burt Bacharach, por otro lado, dijo: "tiene todas las credenciales para convertirse en una superestrella". La cantante y actriz Cyndi Lauper llamó a Last Quarter Moon, el álbum debut de la compositora, "inquietante y fantástico". Phil Woods la llamó "más que una cantante, una verdadera músico e improvisadora, pianista y compositora".
Por iniciativa del Presidente de la República, Sergio Mattarella, el 19 de diciembre de 2018 se le otorgó el título honorífico de Caballero de la Orden del Mérito de la República Italiana (Cavaliere dell'Ordine al merito della Repubblica Italiana) [45].

## Discografía
- Last Quarter Moon (2005)
- The Space Between (2007)
- 7752 (2010)
- Canzoni (2014)
- Eclipse (2017)
- Chansons (2021)